# ARM Cortex-A5
ARM Cortex-A5 — ядро микропроцессора, разработанное ARM Holdings и реализующее архитектуру набора команд ARM v7-A. Появилось в конце 2009 года.
Cortex-A5 предназначен для приложений, которые требуют управления виртуальной памятью на высоком уровне в маломощных операционных системах. Процессор распространён среди широкого спектра устройств: от смартфонов и мобильных телефонов до промышленных устройств.
| Тип продукта    | Применение                                                                           |
| --------------- | ------------------------------------------------------------------------------------ |
| Мобильные       | Смартфоны и мобильные телефоны начального уровня, мобильные платежи, аудиоустройства |
| Потребительские | Цифровое телевидение, DVD                                                            |
| Промышленные    | Интеллектуальные счётчики                                                            |

## Характеристики
Ядро предназначено для замены ядер ARM9 и ARM11 для бюджетных устройств. По сравнению с этими ядрами, Cortex-A5 имеет более новую систему команд (ARM v7 вместо v4/v5 у ARM9 и вместо v6 у ARM11), а также может поддерживать расширения VFPv4 и NEON. Ядро A5 совместимо с современными ядрами A8 и A9, благодаря чему возможен запуск ОС и приложений: Android, Windows Embedded, Symbian, Ubuntu; Adobe Flash, Java SE, JavaFX.
Характеристики ядра:
- На исполнение запускается не более одной команды в такт, без переупорядочивания (in-order). Конвейер имеет длину в 8 стадий[4].
- Опционально ядро может включать
  - векторное расширение NEON
  - расширение обработки плавающих чисел VFPv4
- Поддерживается компактная кодировка Thumb-2
- Поддерживается Jazelle RCT
- Производительность на уровне 1,57 DMIPS / MHz

Рассчитан на выпуск по техпроцессу TSMC 40LP (40 нм, низкое энергопотребление).

## Системы на кристалле
Cortex-A5 используется в нескольких системах на кристалле в качестве основного или дополнительного ядра:
- Atmel SAMA5D3[7]
- Freescale Vybrid Series
- Snapdragon S4 Play
- Spreadtrum SC8810 (1 ядро A5 1ghz и GPU Mali400)
- Actions Semiconductor ATM7029 (gs702a) — 4-х ядерная система Cortex-A5[8]
- Некоторые AMD Fusion APU выпуска 2013 года будут включать Cortex-A5 в качестве сопроцессора для trustzone[9][10]